# Dusona obtutor
Dusona obtutor là một loài tò vò trong họ Ichneumonidae.